# Дудинцев, Владимир Дмитриевич
Влади́мир Дми́триевич Дуди́нцев (настоящее имя Владимир Семёнович Байков; 29 июля 1918, Купянск, Харьковская область — 22 июля 1998, Москва) — русский советский писатель.

## Биография
Родился 29 июля 1918 в городе Купянске Харьковской области в дворянской семье. Отец Дудинцева Семён Николаевич Байков, штабс-капитан царской армии, погиб во время Гражданской войны (расстрелян в Харькове красными), и Владимира воспитывал отчим, Дмитрий Иванович Дудинцев, по профессии землемер. Мать Клавдия Владимировна Жихарева была артисткой оперетты.
В 1940 году Владимир окончил Московский юридический институт и был призван в армию. Был участником Великой Отечественной войны, сначала курсантом штабной батареи 604-го легко-артиллерийского полка, затем командиром взвода этого же полка на Ленинградском фронте. После двух ранений назначен командиром пехотной роты. Получил ещё два ранения в боях под Ленинградом, последнее — тяжёлое 31 декабря 1941 года. После госпиталя служил в военной прокуратуре в Сибири до демобилизации в 1945 году. После окончания войны вернулся в Москву и работал корреспондентом в газете «Комсомольская правда» (1946—1951).
Умер в Москве в возрасте 79 лет. Похоронен на кладбище Ракитки.

## Творчество
В 1956 году в журнале «Новый мир» (ранее был отклонён журналом «Октябрь», предлагался к печати журналу «Литературная Москва») опубликовал роман «Не хлебом единым» (по мотивам романа в 2005 году снят фильм С. Говорухина), вызвавший большой резонанс и дискуссии. Это роман об изобретателе, который во времена Сталина ведёт тщетную борьбу с засильем чиновничества и заурядной бюрократией, пока с ним самим не расправляются, прибегнув к клевете. «Этот роман выделяется не художественными достоинствами, а открытым изображением разрыва, существовавшего в СССР между изолированным правящим слоем и народом» (Вольфганг Казак).
Роман стал одним из основных литературных событий «оттепели» и вехой в процессе десталинизации. В 1957 году его подверг резкой критике 1-го секретарь ЦК КПСС Н. С. Хрущёв (в связи с чем книгу начали изымать из обращения):

В его книжке «Не хлебом единым», которую сейчас пытаются использовать против нас реакционные силы за рубежом, предвзято надёрганы отрицательные факты и тенденциозно освещены с недружественных нам позиций. В книжке Дудинцева есть и правильные, сильно написанные страницы, но общее направление книги неверно в своей основе. У читателя создаётся впечатление, что автор этой книги не проникнут заботой об устранении увиденных им недостатков в нашей жизни, он умышленно сгущает краски, злорадствует по поводу недостатков. Такой подход к изображению действительности в произведениях литературы и искусства есть не что иное, как стремление показать её в извращенном виде, в кривом зеркале.
— Н. С. Хрущёв «За тесную связь литературы и искусства с жизнью народа»
15 октября 1965 года в газете «Литературная Россия» опубликован фрагмент первого тома романа Саввы Голованивского «Тополь на том берегу» в переводе В. Дудинцева.
Лишь в 1987 году вышел роман «Белые одежды» (экранизирован в 1992 году), написанный за 20 лет до этого и посвящённый периоду борьбы с лысенковщиной в биологии и вокруг неё. Роман был удостоен Государственной премии СССР (1988).
Названия обоих романов Дудинцева отсылают к Библии:
- «Не хлебом единым»: Он смирял тебя, томил тебя голодом и питал тебя манною, которой не знал ты и не знали отцы твои, дабы показать тебе, что не одним хлебом живёт человек, но всяким [словом], исходящим из уст Господа, живёт человек (Втор. 8, 3).
- «Белые одежды»: И даны были каждому из них одежды белые, и сказано им, чтобы они успокоились ещё на малое время, пока и сотрудники их и братья их, которые будут убиты, как и они, дополнят число (Откр 6,11).

### Оценка творчества
Дудинцев считается трагической фигурой послевоенной советской литературы: «Это случай, когда человек осуществил явный прорыв, и за этот прорыв поплатился, потому что его не печатали потом» (Дм. Быков).

## Публикации
- Станция «Нина». — М.: Правда, 1952
- У семи богатырей. — М., 1952
- У семи богатырей. — Саратов, 1953
- На своём месте. — М.: Советский писатель, 1954
- Не хлебом единым. — М.: Советский писатель, 1957
- Не хлебом единым. — Мюнхен: ЦОПЭ, 1957
- Повести и рассказы. — М.: Трудрезервиздат, 1959; М.: Профтехиздат, 1960
- Рассказы. — М.: Московский рабочий, 1963
- Новогодняя сказка. — М.: Московский рабочий, 1965
- Не хлебом единым. — М.: Художественная литература, 1968
- Не хлебом единым. — М.: Современник, 1979
- Белые одежды. — М.: Художественная литература, 1988; Роман-газета, № 7, 8)
- Белые одежды. — М.: Книжная палата, 1988
- Белые одежды. — М.: Советский писатель, 1988
- Белые одежды. — М.: Русский язык, 1988
- Белые одежды. — Алма-Ата: Жазушы, 1988
- Белые одежды. — Кишинёв: Литература артистика, 1988
- Белые одежды. — М.: Современник, 1989
- Белые одежды. — Хабаровск, 1989
- Не хлебом единым. — М., 1990
- Между двумя романами: Повесть, 2000 (по рукописи В. Д. Дудинцева, публикация Н. Ф. Гордеевой (Дудинцевой) и М. В. Дудинцевой)
- Белые одежды. — М.: Эксмо, 2003
- Не хлебом единым. — М.: Эксмо, 2005, 2006
- Не хлебом единым. — М.: Вече, 2011, 2013
- Белые одежды. — СПб.: Азбука, 2013
- Белые одежды. — М.: Вече, 2014